# NGC 615
NGC 615 (również PGC 5897) – galaktyka spiralna (Sb), znajdująca się w gwiazdozbiorze Wieloryba. Odkrył ją William Herschel 10 stycznia 1785 roku.